# Nová Včelnice
Nová Včelnice (en allemand : Neuötting Vtschelnitz) est une ville du district de Jindřichův Hradec, dans la région de Bohême-du-Sud, en République tchèque. Sa population s'élevait à 2 233 habitants en 2024.

## Géographie
Nová Včelnice se trouve à 12 km au nord-est de Jindřichův Hradec, à 53 km au nord-est de České Budějovice et à 104 km au sud-sud-est de Prague.
La commune est limitée par Hadravova Rosička et Žďár au nord, par Žirovnice à l'est, par Jarošov nad Nežárkou au sud et au sud-ouest, et par Okrouhlá Radouň à l'ouest.

## Histoire
L'origine de la localité remonte au XIIIe siècle. Jusqu'en 1950, elle s'appelait Nový Etynk-Včelnice.

## Galerie

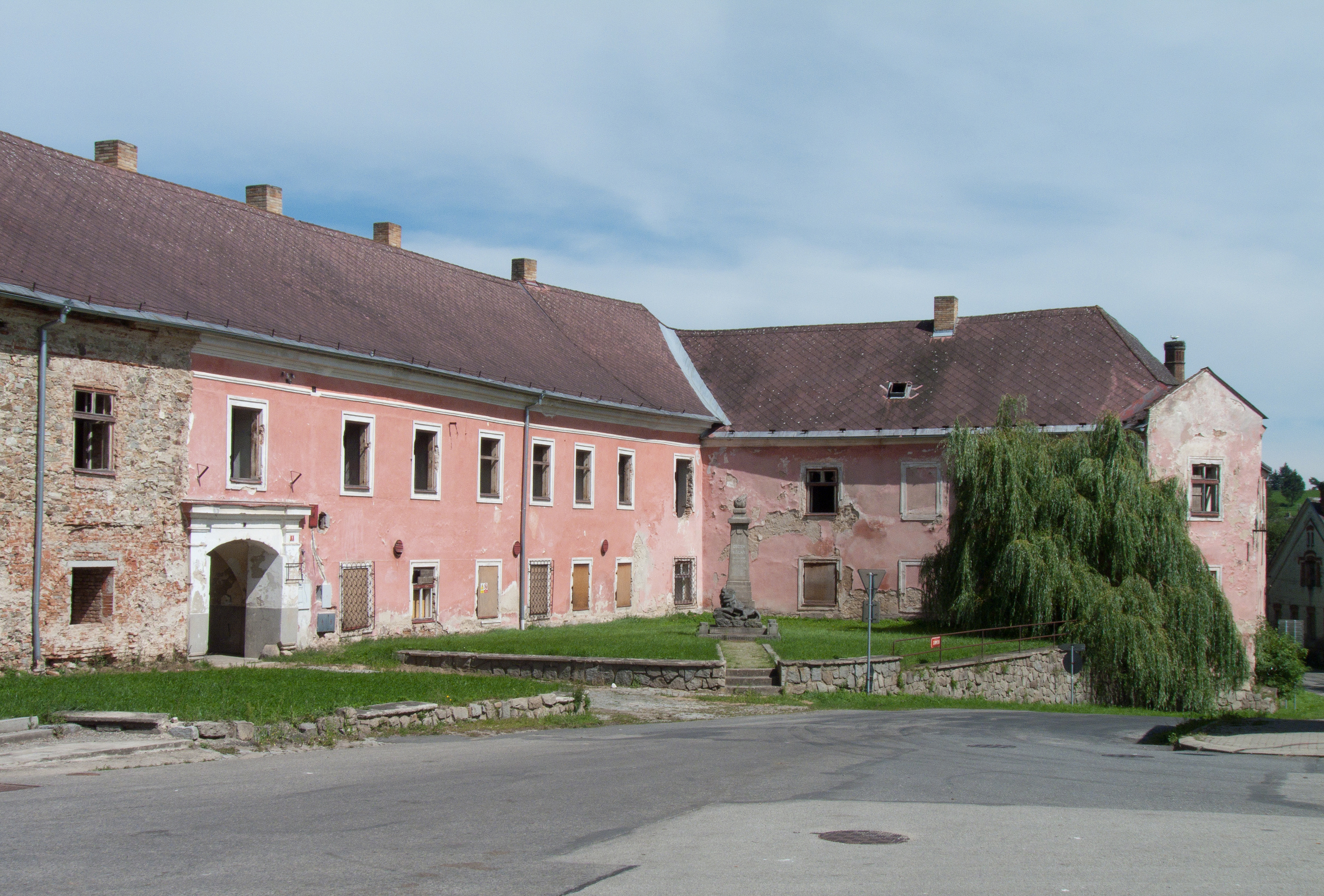
Château de Nová Včelnice.
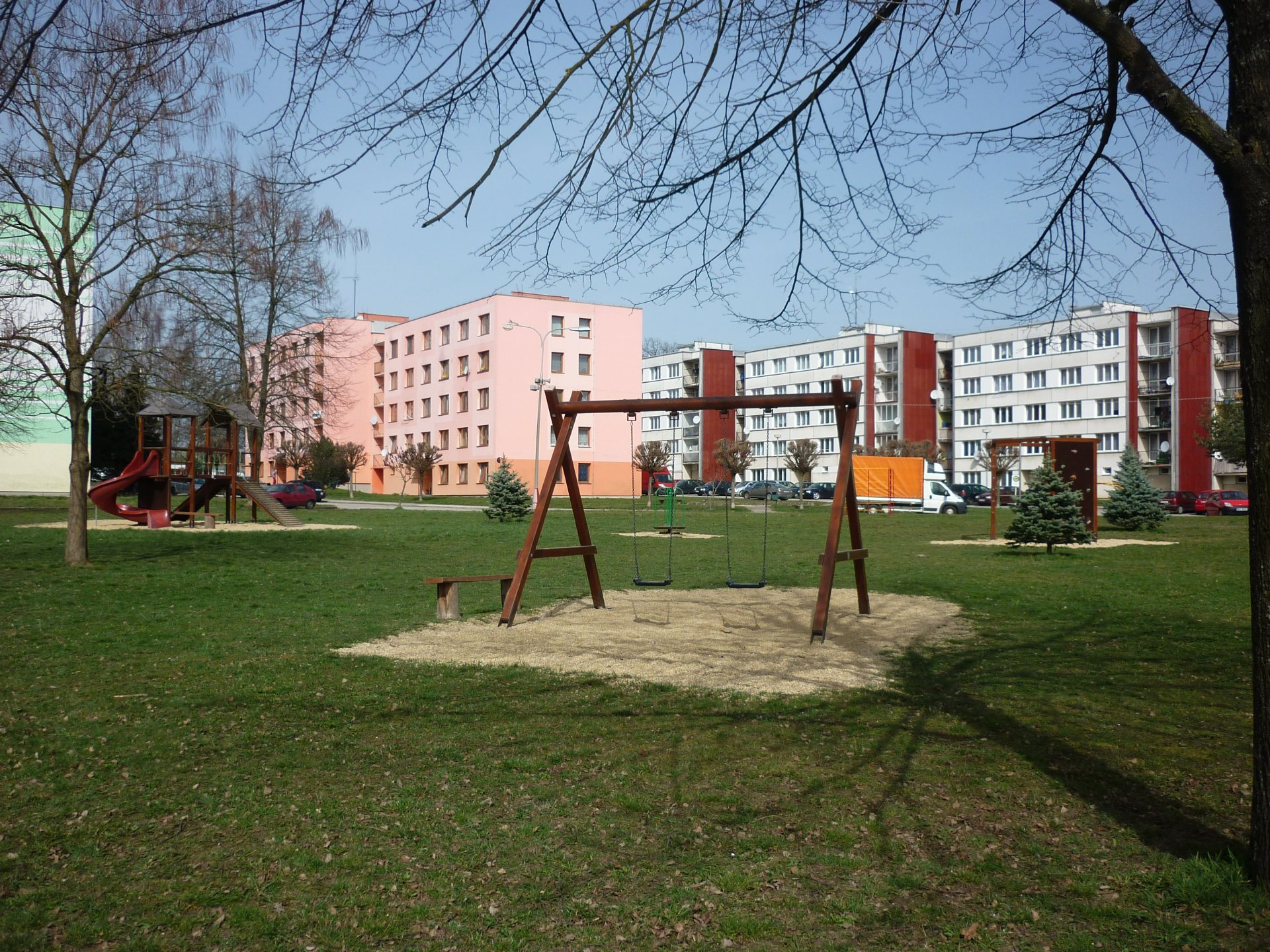
Immeubles résidentiels.

## Transports
Par la route, Nová Včelnice se trouve à 14 km de Jindřichův Hradec, à 67 km de České Budějovice et à 135 km de Prague.

## Jumelages
- Neuötting (Allemagne)
- Eggiwil (Suisse)

## Source
- (cs) Cet article est partiellement ou en totalité issu de l’article de Wikipédia en tchèque intitulé « Nová Včelnice » (voir la liste des auteurs).